# Hưng Long (phường)
Hưng Long là một phường thuộc thị xã Chơn Thành, tỉnh Bình Phước, Việt Nam.

## Địa lý
Phường Hưng Long nằm ở trung tâm thị xã Chơn Thành, cách thành phố Đồng Xoài khoảng 35 km về phía tây và có vị trí địa lý: 
- Phía đông giáp phường Minh Thành
- Phía tây giáp phường Minh Long
- Phía nam giáp phường Thành Tâm
- Phía bắc giáp phường Minh Hưng.

Phường có diện tích 32,1 km², dân số năm 2021 là 23.490 người, mật độ dân số đạt 731 người/km².

## Lịch sử
Trước khi thành lập, địa bàn phường trước đây là thị trấn Chơn Thành của huyện Chơn Thành cũ.
Dưới thời Việt Nam Cộng hòa, Hưng Long là một xã thuộc quận An Lộc, tỉnh Bình Long. Ngày 27 tháng 1 năm 1964, chính quyền tách một phần diện tích và dân số của quận An Lộc để thành lập quận Chơn Thành, xã Hưng Long thuộc quận Chơn Thành và là nơi đặt quận lỵ.
Sau năm 1975, các tỉnh Bình Dương, Bình Long và Phước Long được hợp nhất thành tỉnh Sông Bé, Chơn Thành là một huyện thuộc tỉnh Sông Bé.
Ngày 11 tháng 3 năm 1977, huyện Chơn Thành hợp nhất với các huyện Lộc Ninh và Hớn Quản thành huyện Bình Long. Lúc này, Chơn Thành chỉ còn là tên một xã thuộc huyện Bình Long.
Ngày 1 tháng 8 năm 1994, xã Chơn Thành được chuyển thành thị trấn Chơn Thành.
Ngày 20 tháng 2 năm 2003, huyện Bình Long được chia thành hai huyện Bình Long và Chơn Thành, thị trấn Chơn Thành trở thành huyện lỵ huyện Chơn Thành.
Ngày 16 tháng 5 năm 2005, Chính phủ ban hành Nghị định số 60/2005/NĐ-CP. Theo đó, thành lập xã Thành Tâm trên cơ sở 4.006 ha diện tích tự nhiên và 4.366 người của thị trấn Chơn Thành.
Sau khi điều chỉnh địa giới hành chính, thị trấn Chơn Thành còn lại 3.208 ha diện tích tự nhiên và 11.661 người.
Ngày 11 tháng 8 năm 2022, Ủy ban Thường vụ Quốc hội ban hành Nghị quyết số 570/NQ-UBTVQH15 về việc thành lập thị xã Chơn Thành và các phường thuộc thị xã Chơn Thành, tỉnh Bình Phước (nghị quyết có hiệu lực từ ngày 1 tháng 10 năm 2022). Theo đó, thành lập phường Hưng Long thuộc thị xã Chơn Thành trên cơ sở toàn bộ 32,1 km² diện tích tự nhiên và 23.490 người của thị trấn Chơn Thành.

## Di tích
- Đình thần Hưng Long